# Condrieu
Condrieu es una comuna francesa situada en el departamento de Ródano, de la región de Auvernia-Ródano-Alpes.

## Geografía
Está situado en la ribera derecha del Ródano a unos once km al sur de Vienne y 44 al sur de Lyon, al pie del monte Monnet. Se encuentra próximo al parque natural del Pilat.

## Actividad económica
Una de sus principales actividades es el cultivo y producción de vino blanco, existiendo la denominación de origen Condrieu desde el 27 de abril de 1940.

## Demografía
| 4 056           | 4 350 | 4 900 | 3 853 | 3 864 | 3 591 | 3 300 | 3 172 | 3 132 | 2 788 | 2 567 | 2 575 | 2 602 | 2 542 | 2 185 | 2 190 | 2 104 | 2 149 | 2 144 | 2 168 | 2 041 | 2 022 | 2 183 | 2 284 | 2 410 | 2 389 | 2 550 | 2 926 | 3 411 | 3 132 | 3 078 | 3 093 | 3 424 | 3 762 | 3 883 |
| (Fuente: INSEE) |       |       |       |       |       |       |       |       |       |       |       |       |       |       |       |       |       |       |       |       |       |       |       |       |       |       |       |       |       |       |       |       |       |       |